# Santa Casa da Misericórdia do Porto

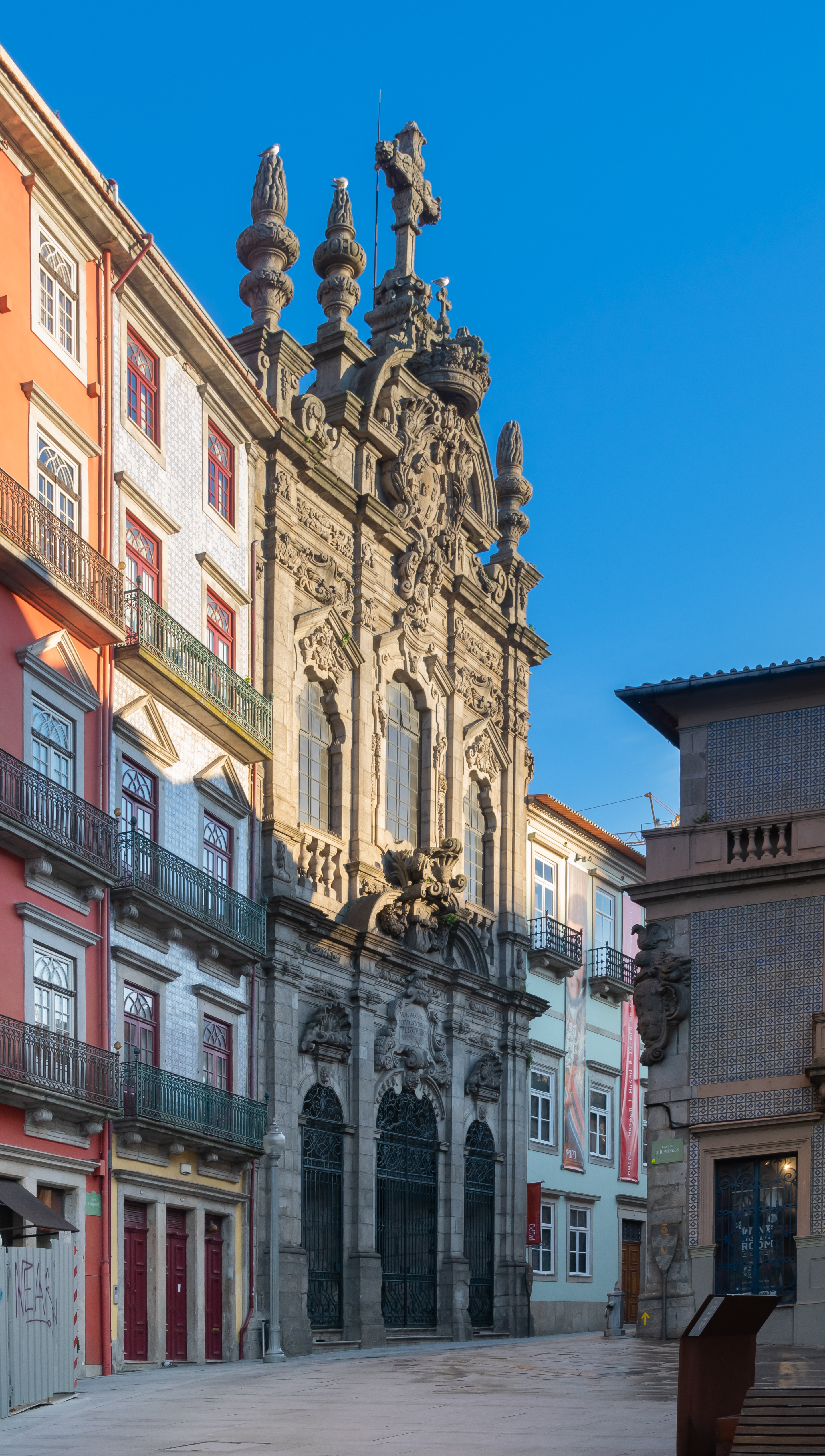
Igreja da Misericórdia do Porto

A Santa Casa da Misericórdia do Porto GCB • GOIP é uma instituição particular de solidariedade social fundada na cidade do Porto em 14 de Março de 1499 e integrada no movimento secular das Santas Casas da Misericórdia.
Constituída na ordem jurídica canónica da Igreja Católica, a Misericórdia do Porto define-se como uma instituição de caridade e assistência social, de fins filantrópicos e de utilidade pública. No contexto religioso é uma associação de fiéis com o objectivo de satisfazer as carências sociais e praticar actos de culto católico, de harmonia com o seu espírito tradicional, enformado pelos princípios da doutrina e moral cristãs. Na sua vertente assistencial, exerce acção directa no apoio à terceira-idade, saúde, deficiência, pobreza e exclusão social, habitação, cultura, ensino, formação profissional e lazer.
A sua sede é num edifício contíguo à Igreja da Misericórdia do Porto, na Rua das Flores.
A 27 de Novembro de 1959 foi feita Grande-Oficial da Ordem da Instrução Pública e a 31 de Agosto de 1960 foi agraciada com a Grã-Cruz da Ordem de Benemerência.

## Museu
Em 14 de julho de 2015, a Santa Casa da Misericórdia do Porto abre o Museu na Rua das Flores e concretiza um sonho com mais de 120 anos.
Findava o século XIX quando o conde de Samodães, então Provedor da Misericórdia do Porto, sonhou com um Museu onde a história e os tesouros da Santa Casa pudessem deixar a escuridão dos cofres e estar à vista de todos. Foram precisos mais de 120 anos para materializar o desejo que foi sendo ultrapassado por obras mais urgentes da ação social da instituição.
O Museu foi financiado por fundos comunitários, que suportaram 80% dos 1,2 milhões de euros do investimento para a sua construção. 
No acervo do Museu estão pinturas, esculturas, peças de ourivesaria, paramentos, desenhos de Nicolau Nasoni e documentos de cinco séculos de história.